# Khaled Korbi
Khaled Korbi (* 16. Dezember 1985 in Manouba) ist ein tunesischer ehemaliger Fußballspieler, der für die A-Nationalmannschaft seines Heimatlandes spielte. Khaled Korbi galt als zweikampfstarker Defensivmann für das zentrale Mittelfeld.
Korbi begann seine Karriere bei JS Manouba; im Sommer 2002 begann sein Vertrag beim Erstligisten Stade Tunisien; im Jahr 2003 gewann er wahrscheinlich mit dem Verein seinen ersten Titel. Zum Jahreswechsel 2008/2009 wechselte er zu Espérance Tunis; neben weiteren nationalen Titeln gewann der 183 Zentimeter große Mittelfeldspieler mit dem Verein im Jahr 2011 die CAF Champions League, den Wettbewerb der besten afrikanischen Vereinsmannschaften. Nach der Saison 2010/2011 wechselte Khaled in die Qatar Stars League, der ersten Liga des Golfstaates Katar, zu al-Sailiya. Anfang 2013 wechselt er zum Ligakonkurrenten al-Wakrah SC, für den er lediglich vier Spiele bestritt. Nach zwei Jahren in Katar kehrte er in die tunesische Liga zurück und unterschrieb am 10. Juli 2013 einen Vertrag bei Club Africain, dem Stadtrivalen seines ehemaligen Arbeitgebers Espérance Tunis. Der ehemals bei den Espérance Fans beliebte Khaled hatte sich dadurch in einem großen Teil des Fanlagers unbeliebt gemacht. 2014 wurde der Kontrakt gelöst; nach Kurzgastpiel in Casablanca war er 2015/16 bei seinem alten Verein Stade Tunisien aktiv. Danach beendete er seine Karriere.
Seit 2009 spielte Korbi außerdem für die Tunesische Fußballnationalmannschaft. Mit der Mannschaft nahm er an den Afrikameisterschaften 2010 und 2012 teil. In insgesamt vier Spielen bei zwei Africa Cup-Teilnahmen erhielt Korbi drei Gelbe Karten; am 23. Januar 2012 erzielte er bei der Afrikameisterschaft im Spiel gegen Marokko den ersten Treffer der tunesischen Mannschaft. Bis 2014 war er 24 Mal im Einsatz. 

## Erfolge
Espérance Sportiv
- CAF Champions League:
  - 2011
  - Finalist: 2010
- Arabische Champions League: Gewinner 2009
- Tunesischer Meister: 2009, 2010, 2011

Stade Tunisien
- Tunesischer Pokalsieger: 2003

Espe
- Tunesischer Pokalsieger: 2011